# Кани сир Терен
Кани сир Терен (фр. Canny-sur-Thérain) насеље је и општина у североисточној Француској у региону Пикардија, у департману Оаза која припада префектури Бове.
По подацима из 2011. године у општини је живело 212 становника, а густина насељености је износила 35,81 становника/km². Општина се простире на површини од 5,92 km². Налази се на средњој надморској висини од 164 метара (максималној 224 m, а минималној 155 m).

## Демографија
| 1962. | 1968. | 1975. | 1982. | 1990. | 1999. | 2011. |
| ----- | ----- | ----- | ----- | ----- | ----- | ----- |
| 162   | 178   | 118   | 125   | 123   | 147   | 212   |

График промене броја становника у току последњих година